# Origin (film)
Origin è un film del 2023 diretto da Ava DuVernay. 
È basato sul libro Caste: The Origins of Our Discontents di Isabel Wilkerson.

## Distribuzione
Il primo teaser trailer del film è stato diffuso il 5 settembre 2023.
Il film è stato presentato in anteprima in concorso alla 80ª Mostra internazionale d'arte cinematografica di Venezia il 6 settembre, ed è poi stato distribuito nelle sale nordamericane dall'8 dicembre.

## Accoglienza

### Incassi
Il film ha incassato 4837596 $, di cui 4689830 $ in Nordamerica.

### Critica
Su Rotten Tomatoes 199 critici esprimono un gradimento dell'81%, con un voto medio di 7.4 su 10; su Metacritic il voto medio ponderato dei 45 critici è 75 su 100.

## Riconoscimenti
- 2023 – Mostra internazionale d'arte cinematografica
  - In concorso per il Leone d'oro[7]